# Liebenau (Oberösterreich)
Liebenau ist eine Marktgemeinde im Unteren Mühlviertel im Bezirk Freistadt in Oberösterreich mit 1595 Einwohnern (Stand 1. Jänner 2024).

## Geografie

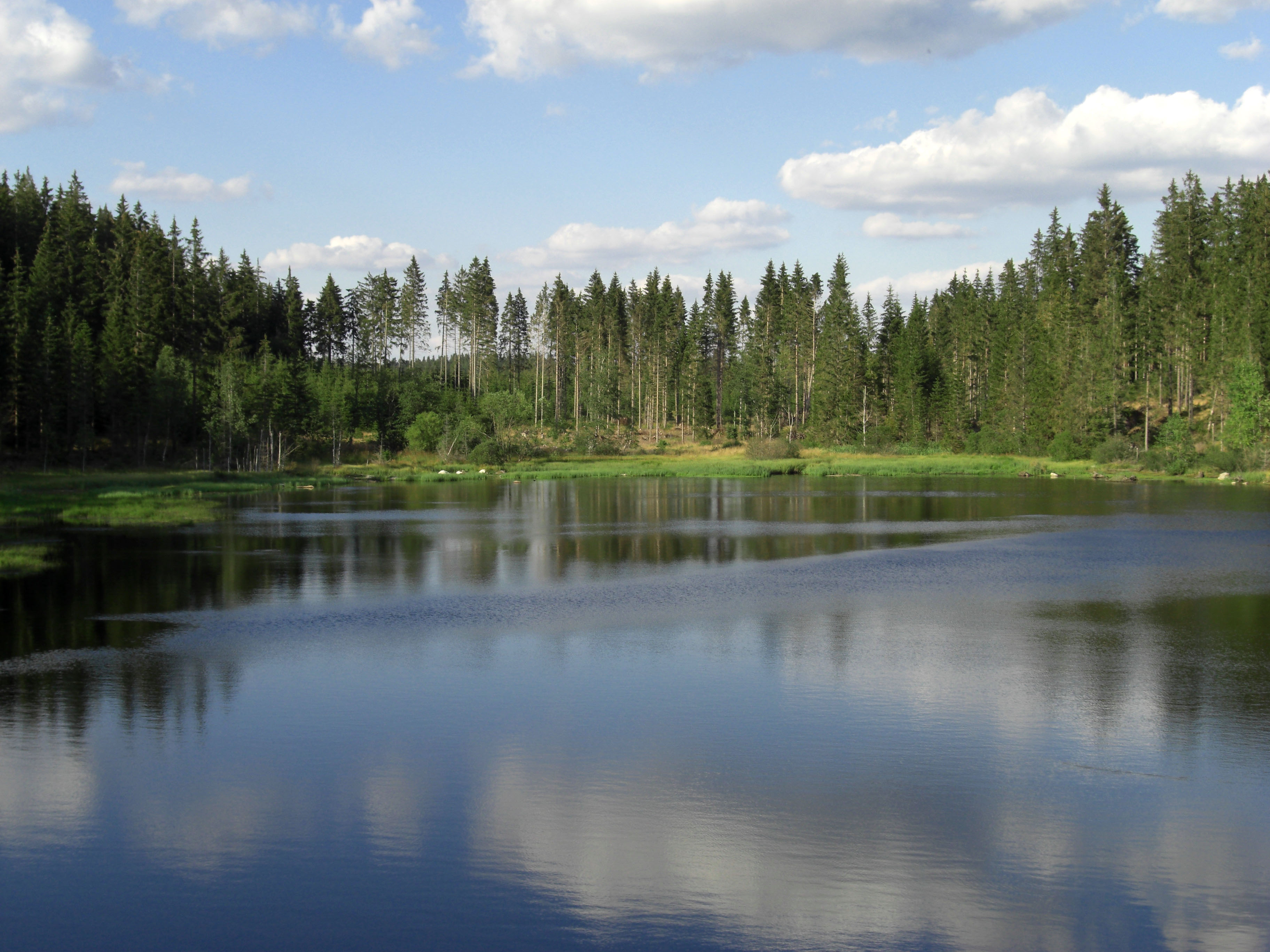
Rubener Teich im Tannermoor

Mit einer Seehöhe von 970 m ü. A. weist es den höchstgelegenen Ortskern Oberösterreichs auf. Besonders bekannt ist es für das „Natura 2000“-Schutzgebiet Tannermoor.
Der Ort Liebenau liegt auf einem Hochplateau im Mühlviertel. Die höchste Erhebung des Gemeindegebiets ist der Brockenberg mit 1058 m ü. A., die niedrigste Stelle liegt in der Ortschaft Monegg bei der „Steinmühle“ an der Weißen Aist mit 819 m ü. A.
Die Ausdehnung beträgt von Nord nach Süd 15,1 und von West nach Ost 11 Kilometer. Die Gesamtfläche beträgt 76,26 Quadratkilometer. Damit ist Liebenau die flächenmäßig größte Gemeinde im Mühlviertel. Davon sind 63 Prozent bewaldet, 34 Prozent werden landwirtschaftlich genutzt.

### Gemeindegliederung
Das Gemeindegebiet umfasst folgende 16 Ortschaften (Einwohner Stand 1. Jänner 2024):
- Eibenberg (49)
- Geierschlag (108) samt Ruben
- Glashütten (6)
- Hirschau (33)
- Kienau (36)
- Komau (24)
- Leopoldstein (29)
- Liebenau (437)
- Liebenstein (189)
- Maxldorf (74)
- Monegg (14)
- Neustift (104)
- Reitern (38)
- Schanz (94)
- Schöneben (167) samt Klein-Schöneben
- Windhagmühl (193)

Die Gemeinde besteht aus den Katastralgemeinden Liebenau, Neustift und Windhagmühl.
Die Gemeinde gehört zum Gerichtsbezirk Freistadt.
Liebenau ist Mitglied des Verbandes für Regional- und Tourismusentwicklung Mühlviertler Alm.

### Nachbargemeinden
| Sandl         | Bad Großpertholz (NÖ)                       | Langschlag (NÖ)             |
| Weitersfelden | Kompassrose, die auf Nachbargemeinden zeigt | Groß Gerungs (NÖ)           |
| Kaltenberg    | Unterweißenbach                             | Arbesbach (NÖ) Königswiesen |

## Geschichte
Der erste urkundliche Nachweis des Ortsnamens Liebenau findet sich im Jahr 1400 im Urbar zu Weissenbach (heute: Unterweißenbach) als „Liebnaw“. Ob der Ort davor schon bestand, ist ungeklärt. Zur Zeit der Hussitenkriege wurden Erdwälle angelegt, um das Eindringen zu verhindern. Im Jahr 1449 sind drei Gehöfte dokumentiert.
Im Dreißigjährigen Krieg gab es keine Kampfhandlungen im heutigen Gemeindegebiet, jedoch folgte ein wirtschaftlicher Niedergang. Als Schutzmaßnahme gegen die Schweden wurden Sperrbefestigungen errichtet, um vor Angriffen aus dem östlich gelegenen Waldviertel sicher zu sein. Zur Zeit der Zweiten Wiener Türkenbelagerung wurde ein Späherposten am Wachtstein erreicht und die Sperrbefestigungen wieder instand gesetzt sowie mit Wachmannschaften versehen, heute ist dies ein Wahrzeichen des Orts. Ein Angriff auf die Sperren fand nicht statt.
Durch das Aufblühen der lokalen Glaserzeugung kam es Ende des 17. Jahrhunderts zu einem raschen Aufstieg der Gemeinde. 1754 wurde die Pfarrkirche errichtet, die Einweihung war 1755. Zuerst war die Pfarre der Kirche von Unterweißenbach unterstellt, seit 1757 ist sie eigenständig. 1756 folgte die Errichtung einer Volksschule.
Mit dem Niedergang der Glasindustrie um 1800 verarmte die Liebenauer Bevölkerung zusehends. 1850 wurde in Schöneben eine Volksschule errichtet, 1867 folgte ein Postamt im Ort. Zwischen 1877 und 1912 wurden vier Freiwillige Feuerwehren in Liebenau und den Ortsteilen gegründet. 1879 erhielt Neustift eine Volksschule und 1891 Liebenau einen Gendarmerieposten. Seit 1896 befindet sich die Raiffeisenbank im Ort, 1910 folgte die Gründung des Verschönerungsvereins, heute: Verein für Heimatpflege und Volkskunst.
Der Erste Weltkrieg forderte bei 600 Soldaten 137 Gefallene und Vermisste (23 %), denen 1924 ein Denkmal gesetzt wurde. Seit 1918 gehört der Ort zum Bundesland Oberösterreich. In den 1920er Jahren folgte ein schwerer wirtschaftlicher Rückschlag, der schließlich zum Liebenauer Notgeld und weiteren Verarmung der Bevölkerung führte. Nach dem Anschluss Österreichs an das Deutsche Reich am 13. März 1938 gehörte der Ort zum „Gau Oberdonau“. 1942 wurde der elektrische Strom eingeleitet. Der Zweite Weltkrieg forderte von 650 Soldaten 112 Todesopfer und 65 Vermisste (27 %).
Die Folgejahre bis 1955 standen unter sowjetischer Herrschaft und Flüchtlingen zogen durch den Ort, die Volksschule diente als Unterkunft. Nach der Besatzungszeit trat ein allgemeiner Wirtschaftsaufschwung ein, der sich vor allem im Ausbau der Infrastruktur widerspiegelte. Die Verkehrsverbindungen wurde verbessert, das Strom- und Telefonnetz ausgebaut und die Aussichtswarte am Brockenberg wieder errichtet.
1962 wurde eine Hauptschule eingerichtet und die Sportunion Liebenau gegründet. 1969 folgten die erste Asphaltierung einer Straße und die Führung des Gemeindewappens. 1975 musste Schöneben wegen Schülermangels die Volksschule schließen. Die oberösterreichische Landesregierung hat in Anerkennung der besonderen wirtschaftlichen, kulturellen und historischen Bedeutung der Gemeinde, Liebenau am 13. Juni 1983 zum Markt erhoben. Im gleichen Jahr wurde das Tannermoor zum Naturschutzgebiet erklärt. Wegen Sparmaßnahmen schlossen 1992 der Gendarmerieposten und 2005 das Postamt. Sinkende Schülerzahlen führten 1998 zur Schließung der Volksschule in Liebenstein, 2004 folgte die Volksschule Neustift. Die Gemeinde gehörte bis Ende 2002 zum Gerichtsbezirk Unterweißenbach und wurde per 1. Jänner 2003 dem Gerichtsbezirk Freistadt zugeteilt.

### Bevölkerungsentwicklung
Im Jahr 1869 wohnten im Gemeindegebiet 2154 Menschen. Bis 1934 wuchs die Bevölkerung auf 2496 Menschen an, der höchste Stand in der Geschichte. Seither schrumpft die Bevölkerung und lag 1981 zum ersten Mal unterhalb des Volkszählungsergebnisses von 1869. Im Jahr 1991 hatte die Gemeinde 1957 Einwohner, bei der Volkszählung 2001 nur mehr 1840, was einem Rückgang von 6,3 % entspricht. Am 1. Jänner 2008 verzeichnete die Gemeinde 1760 Einwohner.
Bei der Volkszählung 2001 betrug der Anteil der Einwohner, die 60 Jahre und älter waren, 21,5 %; 20 % waren unter 15 Jahre alt. Der Anteil der weiblichen Bevölkerung lag bei 49,3 %.
Von den 1473 Bewohnern Liebenaus, die 2001 über 15 Jahre alt waren, hatten 2,9 % eine Universität, Fachhochschule oder Akademie abgeschlossen. Weitere 5,3 % hatten eine Matura absolviert, 38,5 % hatten einen Lehrabschluss oder eine berufsbildende mittlere Schule besucht und 53,3 % aller Liebenauer hatten die Pflichtschule als höchsten Abschluss.

### Herkunft und Sprache
Der deutsche Dialekt, der im Raum Liebenau sowie in Oberösterreich allgemein gesprochen wird, ist das Mittelbairische. 99,4 % der Liebenauer gaben 2001 Deutsch als Umgangssprache an. Weitere 0,2 % sprachen tschechisch und der Rest sprach sonstige Sprachen.
Der Anteil der Liebenauer mit ausländischer Staatsbürgerschaft lag 2001 mit 0,9 % weit unter dem Durchschnitt Oberösterreichs. Dabei hatten 0,4 % der Liebenauer Bevölkerung eine Staatsbürgerschaft von Deutschland, 0,5 % entfielen auf sonstige Staatsbürger. Insgesamt waren 2001 etwa 1,5 % der Liebenauer in einem anderen Land als in Österreich geboren.

## Kultur und Sehenswürdigkeiten

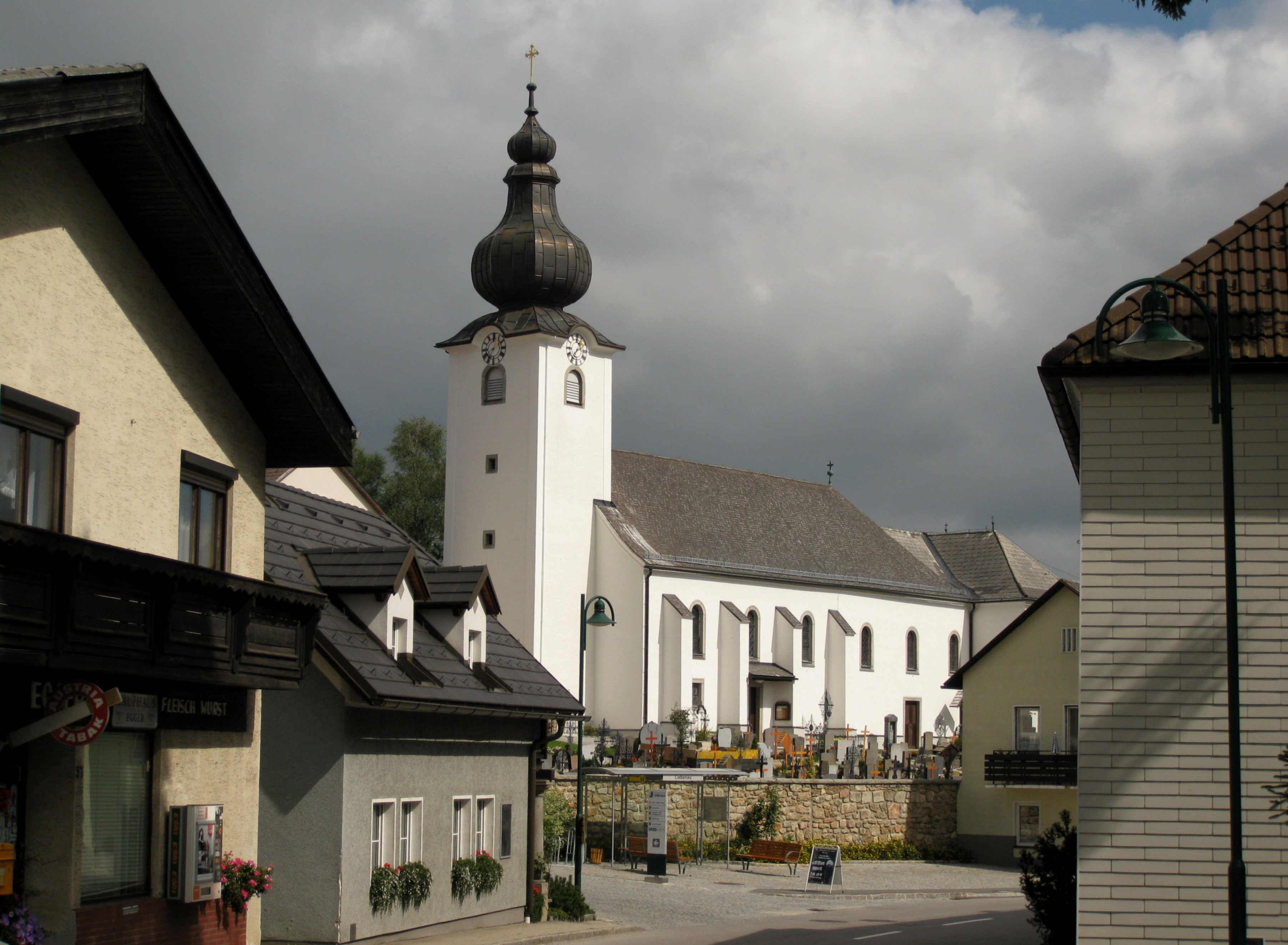
Pfarrkirche Liebenau

- Katholische Pfarrkirche Liebenau hl. Josef: Die Kirche wurde 1754/1755 errichtete und 1833 zu einem sechsjochigen Langhaus erweitert. Die Kirche hat Gewölbemalereien im Langhaus und Glasmalereien im Chor. Der Hochaltar stammt aus 1887. Die Seitenaltäre um 1680 sind älter. Die Brüstungsorgel baute 1893/1894 Leopold Breinbauer.
- Ortskapelle Schöneben: Die mächtige Kapelle aus 1904 hat ein Spitztonnengewölbe, einen eingezogenen Chor und einen Dachreiter.
- Tannermoor: Das höchstgelegene Waldmoor Österreichs.

## Wirtschaft und Infrastruktur

### Wirtschaftssektoren
Von den 222 landwirtschaftlichen Betrieben des Jahres 2010 wurden 75 im Haupterwerb geführt. Diese bewirtschafteten beinahe sechzig Prozent der Flächen. Die größten Arbeitgeber im Produktionssektor sind die Bereiche Herstellung von Waren und Bauwirtschaft mit jeweils dreißig Arbeitnehmern. Im Dienstleistungssektor sind je ein Drittel der über 200 Beschäftigten in sozialen&öffentlichen Diensten sowie im Verkehr tätig.  Liebenau ist an der INKOBA-Region Freistadt beteiligt.
| Wirtschaftssektor            | Anzahl Betriebe | Anzahl Betriebe | Erwerbstätige | Erwerbstätige |
| Wirtschaftssektor            | 2011            | 2001            | 2011          | 2001          |
| ---------------------------- | --------------- | --------------- | ------------- | ------------- |
| Land- und Forstwirtschaft 1) | 222             | 257             | 155           | 133           |
| Produktion                   | 18              | 10              | 69            | 49            |
| Dienstleistung               | 52              | 46              | 229           | 216           |

1) Betriebe mit Fläche in den Jahren 2010 und 1999
| Im Jahr 2011 lebten 873 Erwerbstätige in Liebenau. Davon arbeiteten weniger als dreißig Prozent in der Gemeinde, über 500 Arbeitnehmer pendelten aus. Rund 100 Menschen aus der Umgebung kamen zur Arbeit nach Liebenau. - Straße: Der Koblberg ist mit 1044 Metern Seehöhe der höchste Pass in Oberösterreich. Er verbindet die Ortschaften Liebenau und Liebenstein. - Wanderwege: Liebenau ist Etappenort des Nord-Süd-Weitwanderwegs vom nahegelegenen Nebelstein nach Eibiswald. | Hier fehlt eine Grafik, die leider im Moment aus technischen Gründen nicht angezeigt werden kann. Wir arbeiten daran! |

### Bildung
Im Ortszentrum befinden sich ein Kindergarten, eine Volksschule, eine Hauptschule sowie eine Landesmusikschule. Im Schulzentrum ist außerdem ein öffentliches Hallenbad untergebracht.

### Sicherheit
In den Ortschaften Liebenau, Liebenstein, Ruben und Schöneben existiert je eine Freiwillige Feuerwehr.
Des Weiteren wird in Liebenau eine Ortsstelle des Roten Kreuzes betrieben. Diese wurde 1971 auf Initiative des Gendarmerie-Postenkommandanten Stefan Jahn und Bürgermeisters Walter Neulinger aufgrund der vergleichsweise großen Distanz zum nächsten Krankenhaus gegründet. Bezirksinspektor Stefan Jahn, der die Funktion des ersten Ortsstellenleiters übernommen hatte, baute sie bis 1977 zu einem bedeutenden Element der örtlichen Infrastruktur aus. In den 1980ern hatte die Ortsstelle Liebenau die höchste Anzahl an Mitgliedern im Bezirk Freistadt.

## Politik

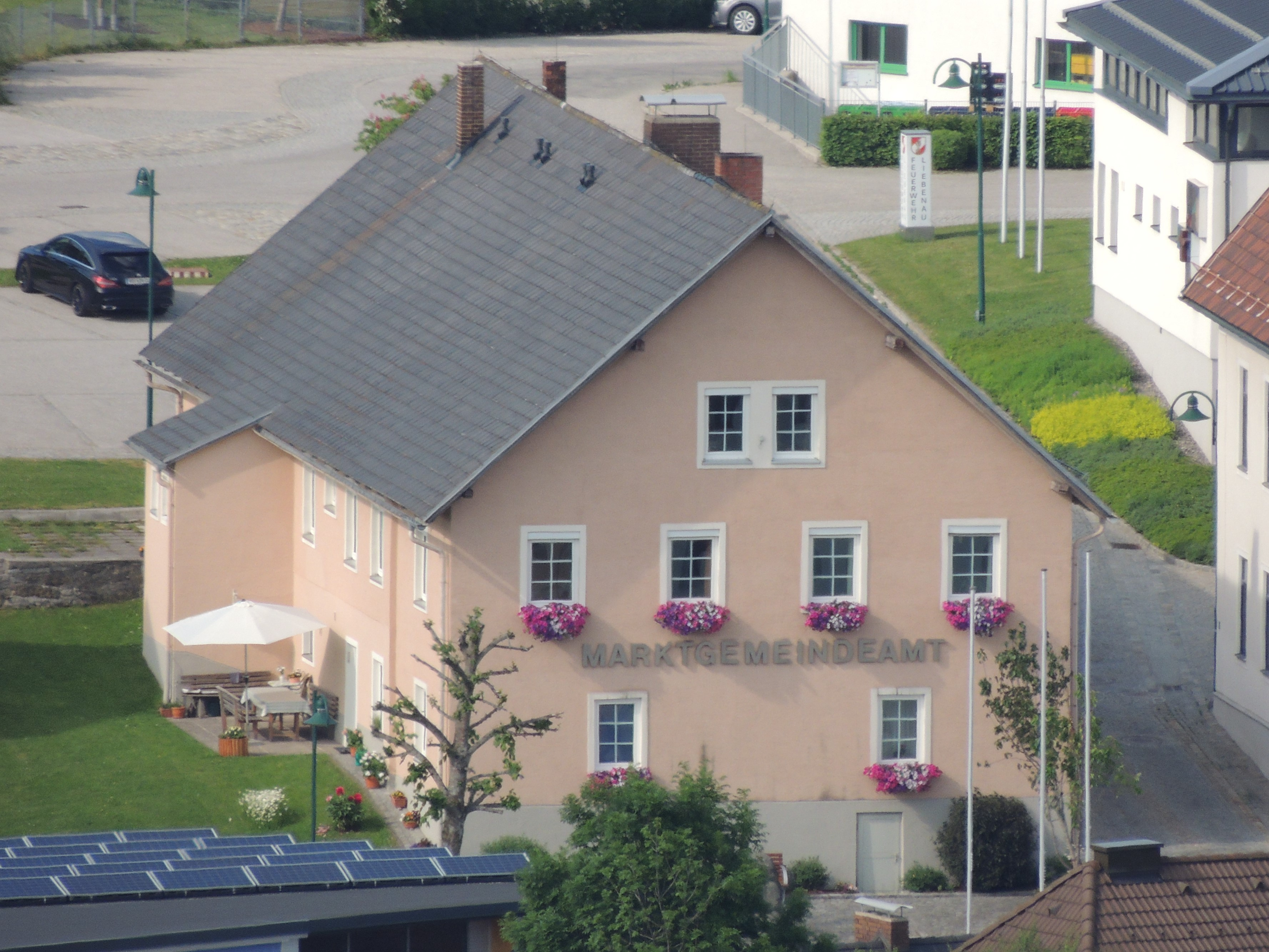
Marktgemeindeamt Liebenau von der Aussichtswarte am Brockenberg (2021)

### Gemeinderat
Von 1945 bis 2003 erreichte die ÖVP bei Gemeinderatswahlen in Liebenau immer die absolute Mehrheit. Zweitstärkste Partei wurde jeweils die SPÖ. Alle anderen Parteien haben in Liebenau keinen nennenswerten Einfluss und seit 1967 treten nur zwei Parteien bei den Gemeinderatswahlen an. 2003 wurde jedoch zum ersten Mal die SPÖ mit 52,8 % stimmenstärkste Partei und regierte sechs Jahre lang mit absoluter Mehrheit. 2009 drehte sich das Ergebnis wieder zugunsten der ÖVP, die nun wieder die Mehrheit im Gemeinderat besitzt.
Der Gemeinderat hat 19 Mitglieder.
- Mit den Gemeinderats- und Bürgermeisterwahlen in Oberösterreich 2003 hatte der Gemeinderat folgende Verteilung: 10 SPÖ und 9 ÖVP.[15]
- Mit den Gemeinderats- und Bürgermeisterwahlen in Oberösterreich 2009 hatte der Gemeinderat folgende Verteilung: 10 ÖVP und 9 SPÖ.[16]
- Mit den Gemeinderats- und Bürgermeisterwahlen in Oberösterreich 2015 hatte der Gemeinderat folgende Verteilung: 11 ÖVP und 8 SPÖ.[17]
- Mit den Gemeinderats- und Bürgermeisterwahlen in Oberösterreich 2021 hat der Gemeinderat folgende Verteilung: 12 ÖVP und 7 SPÖ.[18]

### Bürgermeister
Bürgermeister seit 1850 waren
- 1850–1855 Georg Stelzmüller
- 1855–1858 Philipp Schmidinger
- 1858–1860 Michael Hobegger
- 1860–1870 Johann Kern
- 1870–1879 Franz Haubner
- 1879–1882 Anton Schmalzer
- 1882–1888 Ferdinand Stelzmüller
- 1888–1909 Ferdinand Atteneder
- 1909–1910 Johann Neulinger
- 1910–1913 Ferdinand Atteneder
- 1913–1919 Josef Haubner
- 1919–1920 Ignaz Atteneder
- 1920–1923 Anton Egger
- 1923–1929 Josef Haubner
- 1929–1935 Heinrich Stelzmüller
- 1935–1945 Johann Neulinger
- 1945–1947 Otto Atteneder
- 1947–1955 Josef Haubner
- 1955–1961 Anton Hahn
- 1961–1967 Johann Penz
- 1967–1979 Walter Neulinger
- 1979–1991 Adolf Haslinger
- 1991–1997 Maximilian Reindl
- 1997–2003 Rupert Schwarzinger
- 2003–2021 Erich Punz (SPÖ)[20]
- seit 2021 August Reichenberger (ÖVP)

### Gemeindepartnerschaften
Liebenau unterhält seit 9. Juni 1991 eine Ringpartnerschaft zu den gleichnamigen deutschen Orten:
- Stadt Liebenau in Hessen,
- Liebenau in Niedersachsen und
- Liebenau im Erzgebirge, Ortsteil von Geising in Sachsen.

### Wappen
Offizielle Blasonierung: Gespalten; rechts in Silber auf schwarzem Felsen ein schwarzes Patriarchenkreuz mit Kleeblattenden, links in Grün zwei silberne, schräg gekreuzte Glasmacherpfeifen. Das Kreuz auf dem Felsen steht für die Aufgabe der Gemeinde als Spähposten in Kriegszeiten. Die Glasmacherpfeifen stehen für die Glaserzeugung im Ort, die bereits um 1400 nachweisbar ist. Nach dem Höhepunkt im 17. und 18. Jahrhundert ist das Glashüttenwesen bis heute verschwunden. Die Gemeindefarben sind Grün-Weiß.
Die Verleihung des Gemeindewappens und die Genehmigung der Gemeindefarben erfolgten am 25. Juni 1967.

## Persönlichkeiten

### Ehrenbürger der Gemeinde
- 2020: Josef Postlmayr, Pfarrer von Liebenau 1975–2013[23]

### Söhne und Töchter der Gemeinde
- Leopold Kiesling (1770–1827), Bildhauer
- Anton Greinstetter (1873–1944), Kaufmann und Politiker
- Anton Mitmannsgruber (1895–1986), Kaufmann und Heimatforscher
- Johann Breiteneder (1921–1989), Politiker (ÖVP) und Landwirt
- Benedikt Mitmannsgruber (* 1996), Kabarettist